# Franz Arens (Politiker)
Johann Franz Heinrich Arens (* 30. Oktober 1849 in Essen; † 19. Dezember 1920 ebenda) war ein Essener Kommunalpolitiker und Geschichtsforscher.

## Leben
Der Sohn des Bierbrauers und Gastwirts Franz Arens († 1893) besuchte nach der Volksschule das Burggymnasium in Essen, wo der spätere Kölner Erzbischof Anton Kardinal Fischer sein Religionslehrer war. Arens machte 1869 das Abitur und begann im Anschluss ein Theologiestudium, dass er nach einem Jahr abbrach. Daraufhin machte er eine Ausbildung zum Bierbrauer in Nürnberg und stieg in das väterliche Geschäft ein. Die Verpachtung und schließlich der Verkauf dieser Brauerei Zum Erzherzog Karl im Jahr 1895 erlaubte ihm bereits um 1880, als Rentner zu leben und seine Kräfte unentgeltlich der katholischen Kirche in seiner Heimatstadt zu widmen, als Kirchenvorstandsmitglied der St. Gertrudiskirche und danach der St. Johanniskirche, sowie als Verwaltungsrat des Elisabeth-Krankenhauses.
1870 war er als Mitbegründer der Zentrumspartei Essen und später Ehrenmitglied deren Vorstands. Er war langjähriger Stadtverordneter der Stadt Essen (bis 1908) und vor allem in der Schulkommission tätig; nachher betraute die Stadt ihn mit ihrer Vertretung im Provinziallandtag der Rheinprovinz.
Arens Hauptinteresse galt jedoch der Vergangenheit der eigenen Heimat. So war er 28 Jahre lang, von 1892 bis zu seinem Tod, Vorstandsmitglied im 1880 gegründeten Historischen Verein für Stadt und Stift Essen, dessen damaliger Vorsitzender, der Stadtarchivar Geuer, seine anfangs noch als Liebhaberei betrachteten Forschungen zur Essener Stadtgeschichte und Kirchengeschichte kräftig unterstützte und in mehr wissenschaftlichere Bahnen lenkte. Arens befasste sich so im Rahmen dieser Forschungen unter anderem mit der Herkunft des Essener Stadtwappens und schrieb, nachdem ihm seine gute Kontakte zur Pfarrgeistlichkeit freien Zugang zum Stiftsarchiv verschafft hatten, einige grundlegende Arbeiten zum Essener Münster. Viele seiner Studien erschienen in den vom Historischen Verein herausgegebenen Beiträgen zur Geschichte von Stadt und Stift Essen.
Arens heiratete mit einer Niederländerin aus Utrecht und pflegte Kontakte zum Utrechter St. Bernulphusgilde, einem katholischen Verein von (zumeist) Priestern, Kunstliebhabern und Künstlern zur Förderung der Neugotik, dessen Gründer und Dechant, der Utrechter Domkaplan Gerard van Heukelum (1834–1910), ein guter Freund seiner Gattin war. Er war ferner als Pensionär nachweislich in den Jahren 1909 bis 1913 Mitglied im Verein für rheinische und westfälische Volkskunde.
Arens wurde auf dem Essener Ostfriedhof beigesetzt.

## Ehrungen
Arens war Träger des Roten Adlerordens IV. Klasse.
1967 wurde eine Teilstrecke der Dammanstraße im Essener Südostviertel, die selbst ein Teil der ehemaligen Ruhrstraße war, in Franz-Arens-Straße umbenannt.

## Publikationen
In den Beiträgen zur Geschichte von Stadt und Stift Essen (Auflistung in dem Lebensbericht von der Hand von Konrad Ribbeck):
- Die beiden Kapitel des Stiftes Essen, in: Heft 14 (1892).
- Das Wappen des Stiftes Essen, in: Heft 15 (1894).
- Die Siegel und das Wappen der Stadt Essen, in: Heft 15 (1894).
- Die Verfassung des Stiftes Essen, in: Heft 15 (1894).
- Das Hospital zum Heiligen Geist in Essen, in: Heft 17 (1896).
- Die Essener Armenordnung von 1581, in: Heft 17 (1896).
- Die Statuten des gräflichen Damenkapitels des Stiftes Essen, in: Heft 17 (1896).
- Das Essener Siechenhaus und seine Kapelle, in: Heft 18 (1898).
- Der Liber ordinarius der Essener Stiftskirche, in: Heft 21 (1901).
- Die Siegel und das Wappen der Stadt Essen (erweiterte Fassung des Aufsatzes von 1894), in: Heft 22 (1902).
- Geschichte des Klosters und der Schule der Congregatio B. M. V. in Essen 1652–1902, in: Heft 25 (1903).
- Urkunden und Akten des Essener Münsterarchivs, in: Heft 28 (1906).
- Das Essener Kapuzinerkloster, in: Heft 29 (1907).
- Das Heberegister des Stiftes Essen, gemeinsam mit W. Grevel, in: Heft 34 (1912).
- Die Essener Jesuitenresidenz, in: Heft 37 (1918).
- Die St. Johannes-Kirche in Essen. Ihr Ursprung und ihre baugeschichtliche Entwickelung, in: Heft 38 (1919).

Selbständige Veröffentlichungen:
- Zur Geschichte der Gertrudispfarrei in Essen (Essen 1900).
- Die Essener Münsterkirche und ihre Schatzkammer (Essen 1906).
- Die Entwicklung der Essener Pfarren (Essen 1906).
- Der Liber ordinarius der Essener Stiftskirche (Paderborn 1908).